# 耳折れ兄弟
耳折れ兄弟（みみおれきょうだい）は、猫ブログの『耳折れ兄弟』の題名であり、そこに登場する猫の兄弟、アトムとルークのふたりを称して呼ばれている。スコティッシュフォールドの実の兄弟であるアトムとルーク。管理人のサトコが命名。

## アトム
- アトム 2004年1月5日 滋賀県大津市生まれ。
- ルークとは11ヵ月違いの実の兄。
- 体重:約5.8kg(2006.12)
- 面倒見の良いマメな男。
- しばらくは一人っ子のように暮らしていたため、やんちゃであったが、弟のルークが来てすぐの頃からせっせと世話をするようになる。その世話好きは、ルークをグルーミングしてやる行動でも感じられる。
- 色は濃い茶と白。
- アトムという名前は、鉄腕アトムからとって命名した。
- 2013年3月1日天国へ旅立つ

## ルーク
- ルーク 2004年12月5日  滋賀県大津市生まれ。
- アトムとは11ヵ月違いの実の弟。
- 体重:約5.0kg(2006.12)
- やんわりと内弁慶で甘え上手。
- 色は淡い茶と白。
- ルークという名前は、スター・ウォーズのルーク・スカイウォーカーが由来。
- 2014年1月17日天国へ旅立つ

## ブログ「耳折れ兄弟」の概要
- スコティッシュフォールドの仲良し兄弟・アトム＆ルークが繰り広げるノンキな毎日を、文字通りに毎日更新で伝えているもふっと和み系のブログ。

- 2005年4月よりはじまる。アクセス数は、2006年12月現在 1日あたり約1万件。
- 管理人は、「たけ＆サトコ」

## 単行本「耳折れ兄弟」の概要
- 単行本「耳折れ兄弟－アトムとルークのノンキな日常」ISBN 4391132885
- 2006年7月7日（七夕）主婦と生活社より発売。
- 「たけ＆サトコ」著
- いつでもどこでもすぐ耳折れ兄弟を見られる！がコンセプト。

## オフィシャルDVD「耳折れ兄弟」の概要
- オフィシャルDVD「耳折れ兄弟 スコティッシュフォールド・アトム＆ルーク」JAN 4945977200991（シンフォレスト）
- ナレーションは能登麻美子。

- ハイビジョン撮影機材で撮影され、DVDでリリースされる、初の動画作品。
- 主題歌「雨上がり」（チロル）
- 2007年2月1日（木）発売。

## 出演
- 2004年 YAHOO ペット特集 とっておきの表情 猫編
- 2005年8月9日 文藝春秋「CREA 9月号」
- 2005年10月29日 NHK総合テレビ「週刊こどもニュース」
- 2006年1月27日「うちの猫（にゃんコ）のキモチがわかる本Vol.10」（学習研究社）
- 2006年4月23日 「漫画ねこまんま」（日本出版）
- 2006年6月4日 「ランキングでHAPPY!」（あっ!とおどろく放送局）
- 2006年6月9日 「モバHO!ランキングでHAPPY!」（MARSFLAG）
- 2006年7月7日 単行本「耳折れ兄弟－アトムとルークのノンキな日常」ISBN 4391132885（主婦と生活社）
- 2006年8月2日 「突撃！ニャー撮ルズが行く」（アイシア）
- 2006年9月12日 「うちの猫(にゃんコ)のキモチがわかる本Vol.14」（学習研究社）
- 2006年9月28日 「痛快！おんな組」（朝日ニュースター）
- 2006年10月2日 「ChouChou（シュシュ）関東版 18年10月16日号」（角川書店）
- 2006年10月16日 「ChouChou（シュシュ）オフィスブック 北海道ウォーカー版」（角川書店）
- 2006年10月20日 「日替わりオススメBlog」（ライブドア）
- 2006年12月7日 「saita 2007年1月号」（セブンアンドアイ出版）
- 2007年2月1日 オフィシャルDVD「耳折れ兄弟 スコティッシュフォールド・アトム＆ルーク」JAN 4945977200991（シンフォレスト）